# Misano Adriatico

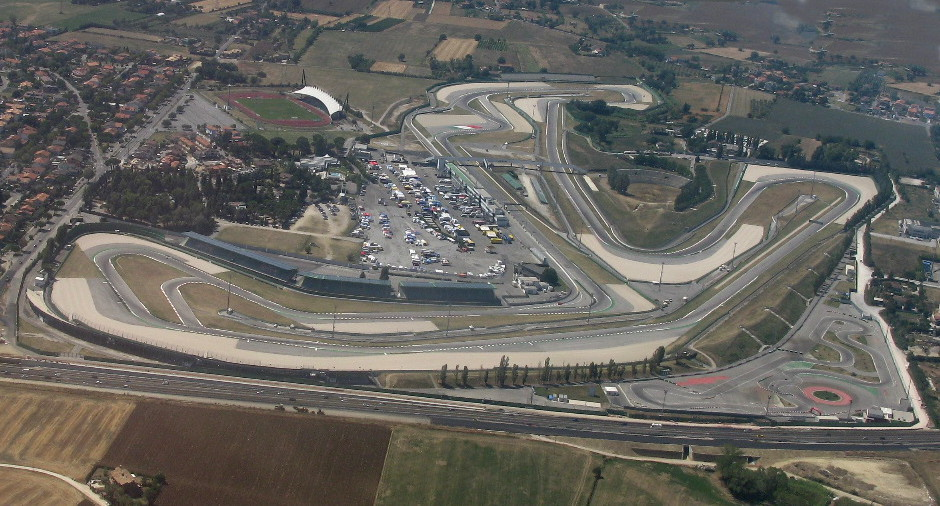
Závodní okruh v Santa Monice

Misano Adriatico je město a přímořské letovisko v Itálii na území regionu Emilia-Romagna v provincii Rimini. Nachází se u pobřeží Jaderského moře, asi 14 km jihovýchodně od Rimini a asi 306 km severovýchodně od Říma. V březnu roku 2025 zde žilo 14 213 obyvatel.
Mezi přímořské části Misana Adriatica patří Misano Brasile a Portoverde, v němž se nachází přístav. Dalšími částmi jsou Belvedere, Cella, Misano Monte, Santa Monica, Scacciano, Villaggio Argentina a další.
Nachází se zde farní kostel Neposkvrněného početí Panny Marie a kostel svatého archanděla Michaela. Známá je část Santa Monica, jelikož se zde nachází mezinárodní závodní okruh, pojmenovaný na počest italského motocyklového závodníka Marca Simoncelliho, který tragicky zemřel roku 2011. Na pobřeží se nachází pláž s mnoha vybudovanými vlnolamy.
Jižně od města prochází dálnice A14, přímo zde však není žádný exit. Rovněž tudy prochází státní silnice SS16 a železniční trať. Sousedními městy jsou Cattolica a Riccione na pobřeží, ve vnitrozemí jsou ostatní města velmi vzdálená, nejbližší je 41 km vzdálené Urbino. Východně od města ústí do moře řeka Conca, která odděluje Misano Adriatico od Cattolicy.